# Zbór Kościoła Chrześcijan Baptystów w Olsztynku
Zbór Kościoła Chrześcijan Baptystów w Olsztynku – zbór Kościoła Chrześcijan Baptystów znajdujący się w Olsztynku, przy ulicy Mickiewicza 10.
Nabożeństwa odbywają się w każdą niedzielę o godzinie 9: 30 i środa o godzinie 18:00.